# 特採
特採（とくさい、特別採用、英：concession, waiver）とは、製造業において不合格（規格に合わない）と判定された物品を、再審のうえ使用可とすること。規格上不適合だからといって必ずしも使い物にならないとは限らないため、このような制度が存在する。規格に適合した物品には、すぐに「合格」の判定が出る。規格に合わない物品は一旦「不合格」と判定されるが、再審で採用となれば「特採」に判定が変更され、ロットの一部または全部が後工程で採用される。

合否判定の関係図。合否判定には「合格」「不合格」のほか「特採」がある。特採ロットは「そのまま使用」「条件付き使用」「不採用（廃却）」の3つに採否分別される。

## 種類
規格上不適合な物品にも、良品と不良品がある。実質的には良品にもかかわらず規格上不適合となる場合、規格が厳しすぎることが考えられるので、特採後、規格の見直しも検討される。また、規格上不適合かつ不良品であっても使用可とされることがあり、これは後工程が不良品であることを承知で受け入れを表明した場合である。品質を後工程で挽回するのにかかる費用やリスクが、前工程に返品する費用に比べて安い場合に、このような特採が行われる。後者の物品は「条件付き使用」とされ、後工程に使用上の条件が課されることもある（例：乾燥してから使え）。特採の判定は一般に「そのまま使用」「条件付き使用」「不採用（廃却）」の3つである。

## 手順
検査課から不合格判定が出され、これに前工程が再審を申請し、部署横断的な審議が行われ、工場長が特採を決裁し、当該ロットの使用後、再発防止のための是正が行われる。
1. 不合格判定 - 特採は不合格品を使用可とすることなので、不合格判定が特採の一連の流れのスタートである。
2. 特採申請 - 特採申請は、不合格判定を出した検査課ではなく、不合格品を製造した前工程によって、特採票などの文書をもって行われる[7]。
3. 審議 - 特採委員会が組織されることもある[8]。後工程の原理を熟知した工程検証部門を中心として、不合格品の製造経緯を知る前工程の製造担当者、不合格の内容を知る検査担当者、後工程の機器を熟知する製造担当者、顧客の要求品質を熟知する販売担当者で、後工程で品質の挽回が可能かどうかが審議される。再審ロット内で品質の挽回が可能な範囲の物品は、特採と廃却の費用を試算し、特採の方が安価であれば「そのまま使用」ないし「条件付き使用」が上申される。品質の挽回が不可能であったり、廃却した方が安価である範囲の物品は「不採用（廃却）」が上申される。
4. 決裁 - 品質面だけを考えれば、特採申請は全て不採用、廃却処分する方が安全である。微少ながらも品質面のリスクを負って特採が行われるのは、数量や原価といった経営上の理由による。したがって、特採の決裁は、品質だけでなく数量や原価といった経営上の責任もとれる工場長が行うのが望ましいとされる[8][9]。
5. 使用 - 「条件付き使用」の範囲の物品は、指定された条件を実施してから、後工程で使用される。
6. 是正 - 前工程で改善が実施されるか、検査規格が緩められる[5]。特採においては、不合格となったロットをどうするかという応急的な判定のほかに、再発防止のための是正が重要となる。特採を濫発すると、規格を守ろうとする品質意識の低下を招くためである[5]。したがって、特採は前例とされない[7]。つまり、同じ内容の不合格が再発した場合、特採にはできず、不合格となる。これを避けるため、「そのまま使用」で特採して、後工程に支障がなく、要求品質に達せるのであれば、次回生産時に遅滞なく合格判定が出せるよう、規格が緩められる。後工程に支障をきたしたり、要求品質に達せなかったり、「条件付き使用」範囲が存在した場合は、前工程に工程改善を施して再発防止が図られる。

## 歴史
特採制度の発祥は不明である。日本に特採制度が広まったのは戦後、米軍規格MIL-Q-5923C（後のMIL-Q-9858）によるとされ、製造の現場では1970年代には『トクサイ』という用語で浸透していた。
2017年には神戸製鋼所が顧客に了解を得ない特採で出荷していたことが発覚した。